# Rotterdam Ahoy
Rotterdam Ahoy (sovint anomenat només Ahoy) és un centre de convencions i pavelló esportiu localitzat a Rotterdam, Països Baixos. Des de la seva obertura el 1950, el centre ha allotjat moltes exposicions, concerts i esdeveniments esportius. El centre està format per tres parts principals: el "Beurs- & Evenementenhallen", "Congres- & Vergadercentrum" i "Sportpaleis". El local principal de concerts, el Sportpaleis van Ahoy, va obrir el 15 de gener de 1971.